# Karl Horneck
Karl Georg Horneck (* 5. Juli 1894 in Graz-St. Leonhard; † 23. April 1974 in Rodalben, Pfalz) war ein österreichischer Arzt und Rassenhygieniker. Er nahm während des Zweiten Weltkriegs verbrecherische Menschenversuche an „farbigen“ Kriegsgefangenen vor, um einen serologischen Rassentest zu entwickeln.

## Leben

### Vor 1936
Horneck nahm mit den Tiroler Kaiserjägern am Ersten Weltkrieg teil und beteiligte sich 1919 am Kärntner Abwehrkampf. Er promovierte 1920 zum Dr. med. und arbeitete zwischen 1920 und 1924 als Assistenzarzt an verschiedenen österreichischen Krankenhäusern. 1924 ließ er sich als Allgemeinarzt in Feldbach nieder und übernahm dort 1927 auch die Leitung des kleinen Lazaretts, das während des Baus der Landesbahn Feldbach–Bad Gleichenberg unterhalten wurde.
1927 schloss sich Horneck dem Steirischen Heimatschutz und den österreichischen Nationalsozialisten an und wurde SA-Sturmbannarzt. 1931 fand er eine Anstellung an der Medizinischen Klinik der Universität Graz, seit 1932 allerdings als unbezahlter Assistent. 1933 und 1934 bewarb sich Horneck um verschiedene Stellungen als Krankenhaus- oder Betriebsarzt, wurde aber offenbar wegen seiner illegalen Mitgliedschaft in der NSDAP abgelehnt. Max de Crinis verwendete sich für eine Förderung Hornecks im Deutschen Reich, da dieser wegen seiner Gesinnung Schwierigkeiten an der Grazer Medizinischen Klinik habe.

### Rassenhygieniker in Königsberg
Als Lothar Loeffler 1936 das rassenhygienische Institut der Universität Königsberg übernahm, brachte er Horneck mit. Horneck wurde ärztlicher Leiter der städtischen Beratungsstelle für Erb- und Rassenpflege an der Poliklinik Königsberg und Oberarzt am Rassenbiologischen Institut der Universität Königsberg. Er wurde nicht ob seiner wissenschaftlichen Qualifikationen angestellt, sondern aus politischen Gründen. Horneck erhielt ein Forschungsstipendium der DFG und wurde 1939 in Königsberg habilitiert und zum Dozenten für menschliche Erblehre und Rassenhygiene ernannt, obwohl er kaum veröffentlicht hatte. Die Fakultät hielt ihm seine politische Vergangenheit und seine praktische Erfahrung zugute. Am 9. Juni 1938 beantragte er die Aufnahme in die NSDAP und wurde rückwirkend zum 1. Mai aufgenommen (Mitgliedsnummer 6.285.564).
Bei Ausbruch des Zweiten Weltkriegs wurde Horneck zur Wehrmacht eingezogen. Er wurde als Stabsarzt eines Wehrmachtslazaretts mit dem Eisernen Kreuz I. und II. Klasse für seinen Einsatz in Polen und vor Dünkirchen ausgezeichnet.

### Humanexperimente während des Zweiten Weltkriegs
Auch als Wehrmachtsangehöriger forschte Horneck weiter. Auf Vermittlung Loefflers, der gerade an die Universität Wien wechselte, suchte er Werner Fischer auf, der in Berlin die Serologische Abteilung des Robert Koch-Instituts leitete. Fischer hatte bereits 1938 Studien zur serologischen Rassendifferenzierung vorgelegt. Seine Methode ähnelte dabei dem serologischen Nachweis von Krankheiten wie Typhus. Horneck bot sich an, Kontrollexperimente zur Bestätigung von Fischers Thesen durchzuführen. Der schnelle deutsche Erfolg im Westfeldzug eröffnete ihm dabei ungeahnte Möglichkeiten. Er sammelte Blutproben von kriegsgefangenen Angehörigen der französischen Kolonialtruppen, von zwei Marokkanern, einem „Annamiten“ und einem „Senegalneger“. Diese und andere Blutproben untersuchte Horneck während eines Urlaubs im Serologisch-Bakteriologischen Labor des Hospice Général du Havre. Er stellte Blutseren her und spritzte diese Seren Kaninchen, damit diese Antikörper entwickelten. Aus ihrem Blut gewann er Antiserum, das er wiederum mit den menschlichen Seren reagieren ließ (Präzipitintest). Er schlussfolgerte aus seinen Beobachtungen, dass die Ermittlung des Eiweißgehalts und die Analyse dieses Eiweißes die unabdingbare Voraussetzung eines serologischen Rassentests seien.
Auf Drängen Fischers begann Horneck mit Versuchen zur Immunisierung von Mensch zu Mensch. Nach eigenen Angaben führte er die ersten Experimente an sich selbst durch. Dies wird von dem Historiker Hans-Walter Schmuhl bezweifelt, da Horneck als erfahrenem praktischen Arzt die Risiken dieser Versuche bekannt gewesen sein müssten.
Auf Grund seiner Verlegung an die Ostfront musste Horneck seine Experimente 1941 abbrechen. 1943 veröffentlichte er einen Aufsatz über seine Forschungen. Kurz zuvor hatte Loeffler einen Antrag auf Sachmittelbeihilfe bei der DFG gestellt, um Horneck seine Forschungen fortführen zu lassen. Fischer erklärte sich in diesem Zusammenhang bereit, Horneck einen Arbeitsplatz an seinem Institut zu geben. Schmuhl vermutet, dass Loeffler hier Anschluss an ein wissenschaftlich wie politisch vielversprechendes Forschungsfeld erhalten wollte, während Fischer gehofft habe, von Loefflers weitreichenden Beziehungen im NS-Machtapparat zu profitieren. Fischer und Günther Just schrieben die Gutachten zu Hornecks Forschungsvorhaben, Loeffler ließ seine Verbindungen zur DFG spielen und de Crinis diente als persönliche Referenz. Der Reichsforschungsrat bewilligte 1942 Sachbeihilfen in Höhe von RM 2.600,-.
Im Januar 1943 nahm Horneck seine Forschungen wieder auf. Er arbeitete zu diesem Zeitpunkt im Kolonialmedizinischen Sonderlazarett in St. Médard bei Bordeaux. Er wollte nun herausfinden, ob die unterschiedlich starken Präzipitinreaktionen menschlicher Blutseren von Angehörigen verschiedener „Rassen“ von Faktoren wie Krankheit beeinflusst würden. Dies sollte zunächst an Angehörigen sehr unterschiedlicher „Rassen“ wie Weißen und Schwarzen getestet werden. Horneck prüfte deshalb zunächst die Präzipitationsreaktionen der Seren erkrankter und gesunder Schwarzer sowie von Weißen als Kontrollgruppe. Er meinte, Verschiedenheiten im Optimum der Ausflockung der Proben könnten nur auf Rassendifferenzen zwischen Weißen und Schwarzen beruhen.
Horneck nahm daraufhin die Immunisierungsversuche am Menschen wieder auf. Dabei wurde Schwarzen verschiedener Blutgruppen zunächst Blut abgenommen, um ein „Artserum“ zu gewinnen, bevor ihnen ein „Weißenserum“ intravenös injiziert wurde. Vierundzwanzig Stunden später und noch einmal eine Woche später entnahm Horneck wieder Blut zu Untersuchungszwecken. Einen Teil der Seren schickte er an Fischer in Berlin für Kontrolluntersuchungen.
Mit diesen Experimenten an Kriegsgefangenen nahm Horneck verbrecherische Menschenversuche vor, bei denen er seine Opfer schweren gesundheitlichen Risiken aussetzte. Denn bei der Injektion fremder Seren bestand die Gefahr eines allergischen Schocks, der Hämolyse, einer intravasalen Gerinnungsstörung und einer Thromboembolie. An den Experimenten zeigten nicht nur Fischer und Loeffler reges Interesse; Ernst Rodenwaldt besuchte Horneck persönlich im Koloniallazarett.
Im Laufe des Jahres 1943 wurde Horneck nach Italien versetzt, was seinem Forschungsdrang zunächst Einhalt gebot. Im November 1943 vermeldete er, ein Kommando erhalten zu haben, durch das er seine wissenschaftliche Arbeiten fortführen könne. Er beantragte im Februar 1944 weitere Sachmittel und teilte im November 1944 mit, die Arbeit „Über die Möglichkeit der serologischen Rassendifferenzierung“ fertiggestellt zu haben, aber vor der Veröffentlichung noch mit Fischer durchsprechen zu wollen. Dies sind die letzten Informationen über das Projekt, das, so Schmuhl, wohl im Sande verlief.
Schmuhl vergleicht das von Fischer und Horneck betriebene Forschungsprojekt mit einem Konkurrenzprojekt, für das sich Otmar Freiherr von Verschuer am Kaiser-Wilhelm-Institut für Anthropologie, menschliche Erblehre und Eugenik Blutproben von Josef Mengele aus dem KZ Auschwitz schicken ließ. Ein wesentlicher Unterschied zwischen den Projekten besteht dabei darin, dass Verschuer sich explizit auf die Abderhaldensche Reaktion bezog.
Im Februar 1945 wurde Horneck noch zum außerordentlichen Professor an der Universität Königsberg ernannt. Über seinen Verbleib nach Kriegsende ist nichts bekannt.

## Veröffentlichungen
- Über den Nachweis serologischer Verschiedenheiten der menschlichen Rassen. In: Zeitschrift fur menschliche Vererbungs- und Konstitutionslehre. 26 (1942), S. 309–319.